# Rosebush
Rosebush es una villa ubicada en el condado de Isabella en el estado estadounidense de Míchigan. En el Censo de 2010 tenía una población de 368 habitantes y una densidad poblacional de 159,47 personas por km².

## Geografía
Rosebush se encuentra ubicada en las coordenadas 43°42′14″N 84°45′49″O / 43.70389, -84.76361. Según la Oficina del Censo de los Estados Unidos, Rosebush tiene una superficie total de 2.31 km², de la cual 2.3 km² corresponden a tierra firme y (0.22%) 0.01 km² es agua.

## Demografía
Según el censo de 2010, había 368 personas residiendo en Rosebush. La densidad de población era de 159,47 hab./km². De los 368 habitantes, Rosebush estaba compuesto por el 88.59% blancos, el 1.09% eran afroamericanos, el 3.8% eran amerindios, el 0% eran asiáticos, el 0% eran isleños del Pacífico, el 1.36% eran de otras razas y el 5.16% pertenecían a dos o más razas. Del total de la población el 6.25% eran hispanos o latinos de cualquier raza.